# Études Studio
Études (autrement appelé Études Studio) est un collectif à la croisée de la mode et de l’art, fondé en 2012, et principalement connu pour sa marque de prêt-à-porter du même nom. Il est basé à Paris. Il est composé du trio de fondateurs Jérémie Egry, Aurélien Arbet et José Lamali.

## Historique
En 2013, Études interprète le logo à douze étoiles du drapeau européen sur une série de pièces en molleton. Ce motif deviendra constitutif de son identité de marque et se déclinera sur de nombreuses pièces au fil des collections. En s’appropriant cet emblème, le collectif déclare ses valeurs de multiculturalisme et de mixité, et formule en réponse à la tradition toute américaine d’arborer son drapeau, l’idée d’une fierté européenne. Cette idée est réaffirmée lors du référendum du Brexit en 2016.
La marque entre au calendrier officiel de la Fashion Week de Paris en 2014, et présente son premier défilé, dont la collection s’inspire de l’univers du motocross, dans un garage parisien. La même année, elle est nommée finaliste du prix de l'ANDAM.

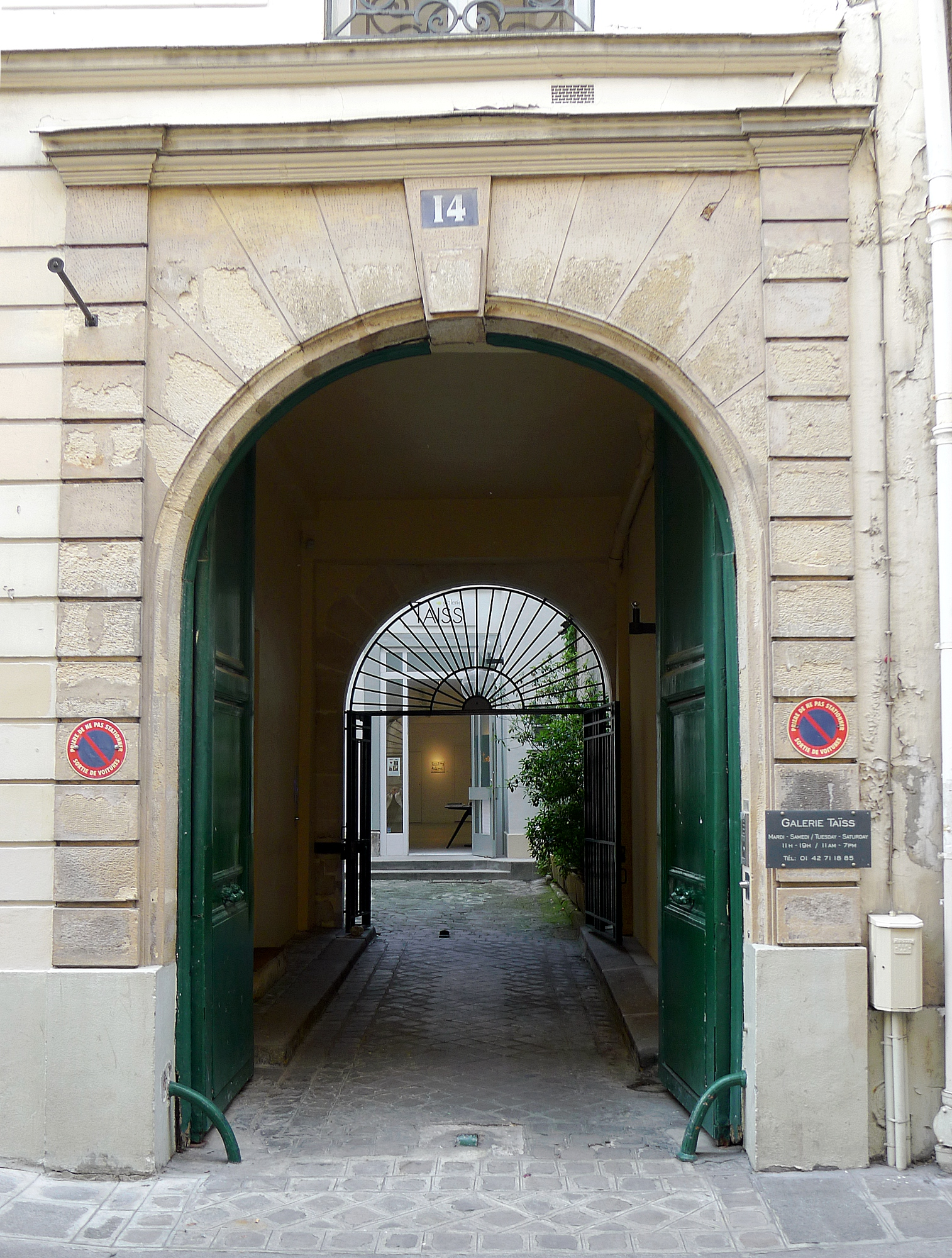
Entrée du 14 rue Debelleyme.

En 2015 ouvre la première boutique de la marque, au 14 rue Debelleyme dans le 3e arrondissement de Paris. La marque ouvrira en 2018 un corner au sein des Galeries Lafayette Haussmann.
En 2018, Études, qui bien qu’inscrit au calendrier masculin faisait déjà défiler des femmes et avait une approche non-genrée, lance sa ligne destinée aux femmes. « Le concept d’une seule et même collection et d’une même histoire […] s’adaptait bien à l’esprit genderless de la marque », explique Aurélien Arbet. La même année, celle-ci inaugure la ligne « Études Blue » qui présente des pièces unisexes et plus sportswear. Quelques mois plus tard naitra une collaboration entre le collectif et la marque Adidas, autour de plusieurs pièces dont une basket UltraBoost aux couleurs d'Études.
En 2019, la marque devient membre de la Chambre syndicale de la mode masculine.

## Style
Le style Études est qualifié de « pointu », « à mi-chemin entre le streetwear et le tailoring ». Le collectif puise son inspiration dans les voyages, la « youth culture », les scènes underground, la culture Internet, le graphisme et l’art contemporain.

## Collaborations
Études, depuis sa première collection, fait le pari de collaborer avec des artistes contemporains. Un principe fondateur du projet : « Nous aimons cette idée de dialogue. À travers notre activité d'éditeurs photo, nous avons en permanence un œil sur la scène artistique », explique Jérémie Egry. Parmi ces collaborations avec les acteurs de la scène artistique contemporaine, il y a Daniel Everett (2015), Mark Gonzales (2016) ou Dike Blair (2017), Louisa Galgliardi (2018), Robert Crumb (2018) ou Henry Taylor (2019).
La marque a également collaboré avec le cinéaste Gus Van Sant (2017), le groupe français Taxi Girl (représenté par le musicien Mirwais), mais aussi avec le mouvement antinucléaire des années 1970 Smiling Sun (2017) et le journal américain The New York Times (2018). D’autres marques comme Adidas (2018), Karl Kani (2019) et Starter (2019) ont également créé avec le collectif des collections capsules. Depuis le début des années 2020, Etudes Studio supervise le stylisme de la marque Aigle.

## Études Books
Études édite des livres de photographie et d’art, s’intéressant à des artistes contemporains qui participent de très près à la réalisation des ouvrages. Parmi eux, Colin Snapp (Vista, 2013 et ID, 2015), Mohamed Bourouissa (Temps mort, 2014), Daniel Everett (Throughhout the universe in Perpetuity, 2015), Daniel Turner (Marjorie, 2015) Ari Marcopoulos (Stone Mountain, Georgia, 2017), Peter Sutherland, (New Promise Land, Inc., 2019) ou encore Tobias Zielony (Alles, 2019).

## Livre rétrospectif Rizzoli
En 2018, les éditions Rizzoli consacrent un livre au collectif Études, sous la forme d’une rétrospective, six ans seulement après sa formation. L’ouvrage, When Études Become Form, plonge dans les coulisses de fabrication des 13 premières collections de la marque et revient aux sources de ses inspirations et de son projet hybride.